# 무치미야
무치미야(중국어: 母其弥雅, Mu Qimiya, 1987년 5월 20일 ~ )는 중화인민공화국의 이족 출신 배우이다.

## 출연 영화
- 2014년 《密道追蹤之陰兵虎符》
- 2016년 《西游记之孙悟空三打白骨精》
- 2017년 《功夫瑜伽》